# 小幡長塚古墳
小幡長塚古墳（おばたながつかこふん）は愛知県名古屋市守山区にある古墳。地元では単に長塚古墳と呼ぶ。

## 概要
小幡ヶ原周辺に点在する古墳の一つで前方後円墳。周辺は明治時代後半から陸軍の小幡ヶ原射撃場として使用され、墳丘には演習の際に掘られた塹壕の痕跡が現在も残る。かつて墳丘は二重周濠に囲まれていたが、戦後の開発において周堤は取り壊され、周濠は全て埋め立てられた。現在では墳丘の側まで住宅が密集している。なお、墳丘自体は名古屋市の管理する緑地「喜多山公園」として保存されている。
名古屋市教育委員会による2005年（平成18年）以降の墳丘・周濠の調査によって、須恵器や埴輪の破片が多数見つかっており、墳丘や出土品の形態などから6世紀前半に築造されたと考えられている。
なお、地元住民によれば、かつては複数の陪塚があったことからこの周辺は七塚と呼ばれていたともいうが、現存せず記録も残されていないため塚の規模や数については不明である。

## 規模と構造
主軸は北西30.5°で、墳丘長約81メートル、前方部の幅約42メートル（推定）、高さが5.5メートル、後円部径約38メートル（推定）、高さが6.5メートル。先に記したように墳丘の近くまで住宅があるため内濠を含めた墳裾部の詳細な調査は行なわれておらず、墳丘の規模については必ずしも確定した数値ではない。近年の調査では墳丘長約74メートル、前方部幅約48メートル、後円部径約42メートルの数値も挙げられている。また、2段築造であったと推定されており、くびれ部北東側に造り出しの痕跡らしきものがみられる。墳丘の発掘調査は行なわれておらず内部主体は不明。葺石は確認されていない。
1936年（昭和11年）の愛知県の測量記録によれば墳丘は盾型の二重周濠に囲まれており、外堤の高さは180センチメートルほどであった。2006年（平成18年）の調査で北側の外堤に方形張出部が存在した可能性が指摘されている。また、愛知県道59号名古屋中環状線（茶臼山交差点〜小幡ヶ原交差点間）建設に伴う2008年（平成20年）度の調査では前方部北側の中堤の角が検出され、先の発掘調査の結果と重ね合わせると、前方部外濠の幅は18〜19メートルに及び、周濠を含めた古墳の全長135〜140メートル、外濠前面幅約125メートルと推定されている。

## 出土品
くびれ部に近い外濠の中堤近辺から多数が出土しているがほとんどが破片で、出土状況などから後年になって意図的に破壊された可能性もあるとしている。人物埴輪の出土は名古屋市内の古墳では初。また、三八式歩兵銃のものとみられる弾丸なども出土しており、出土品は名古屋市見晴台考古資料館に収蔵されている。
- 須恵器（高坏、甕）
- 円筒埴輪
- 朝顔型埴輪
- 人物埴輪（腕・手の破片）
- 家型埴輪
- 動物埴輪（水鳥など）

## アクセス
- 名鉄瀬戸線 - 喜多山駅から徒歩で約7分。
- 名古屋市営バス -「喜多山」バス停から徒歩で約8分。